# Saint-Georges-de-Montclard
Pour les articles homonymes, voir Saint-Georges, Saint Georges (homonymie), Georges et Montclar.
Saint-Georges-de-Montclard (orthographe officielle), ou Saint-Georges-de-Montclar (orthographe locale), est une commune française située dans le département de la Dordogne, en région Nouvelle-Aquitaine.

## Géographie

### Localisation
La commune de Saint-Georges-de-Montclard, dans le Périgord, située à mi-chemin entre Vergt et Bergerac, est traversée du nord au sud sur quatre kilomètres et demi par la route départementale (RD) 21. Elle est arrosée par le Caudeau, un affluent de la Dordogne.
Le bourg de Montclard, en bordure de la RD 21, est situé, en distances orthodromiques, treize kilomètres au sud-ouest de Vergt et quatorze kilomètres au nord-est du centre-ville de Bergerac.
Le petit village de Saint-Georges est plus en retrait, à un kilomètre et demi au nord-ouest de Montclard.
Elle se trouve dans l'aire d'attraction de Bergerac.

### Communes limitrophes
Saint-Georges-de-Montclard est limitrophe de six autres communes. À l'ouest, son territoire est distant de 850 mètres de celui de Queyssac.
|            | Saint-Martin-des-Combes    | Clermont-de-Beauregard   |
| Campsegret | Saint-Georges-de-Montclard | Saint-Félix-de-Villadeix |
|            | Lamonzie-Montastruc        | Liorac-sur-Louyre        |

### Géologie et relief

#### Géologie

Carte géologique de Saint-Georges-de-Montclard.

Situé sur la plaque nord du Bassin aquitain et bordé à son extrémité nord-est par une frange du Massif central, le département de la Dordogne présente une grande diversité géologique. Les terrains sont disposés en profondeur en strates régulières, témoins d'une sédimentation sur cette ancienne plate-forme marine. Le département peut ainsi être découpé sur le plan géologique en quatre gradins différenciés selon leur âge géologique. Saint-Georges-de-Montclard est située dans le troisième gradin à partir du nord-est, un plateau formé de calcaires hétérogènes du Crétacé.
Les couches affleurantes sur le territoire communal sont constituées de formations superficielles du Quaternaire et de roches sédimentaires datant pour certaines du Cénozoïque, et pour d'autres du Mésozoïque. La formation la plus ancienne, notée c5c, date du Campanien 3, une alternance de marnes à glauconie et de calcaires crayo-marneux jaunâtres. La formation la plus récente, notée CFvs, fait partie des formations superficielles de type colluvions carbonatées de vallons secs : sable limoneux à débris calcaires et argile sableuse à débris. Le descriptif de ces couches est détaillé dans  la feuille « no 806 - Bergerac » de la carte géologique au 1/50 000 de la France métropolitaine, et sa notice associée.

#### Relief

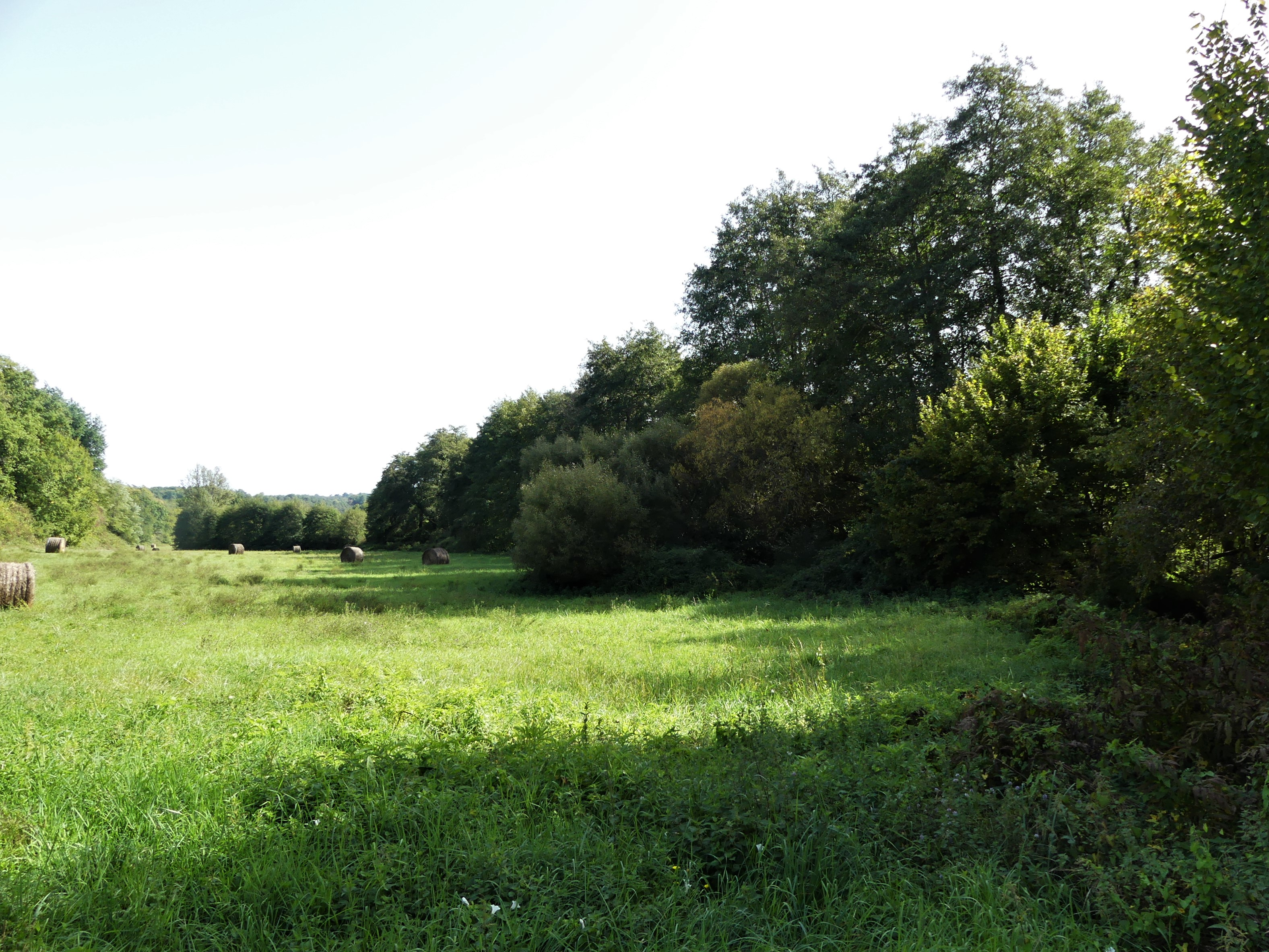
La vallée du ruisseau de Saint-Georges au bourg de Saint-Georges.

Le département de la Dordogne se présente comme un vaste plateau incliné du nord-est (491 m, à la forêt de Vieillecour dans le Nontronnais, à Saint-Pierre-de-Frugie) au sud-ouest (2 m à Lamothe-Montravel). L'altitude minimale, 62 mètres se trouve localisée à l'extrême sud, là où le Caudeau quitte la commune pour entrer sur celle de Lamonzie-Montastruc. L'altitude maximale avec 189 mètres se situe dans le nord-ouest du territoire communal, au nord du lieu-dit le Gobelet, à proximité du territoire de Campsegret.
Dans le cadre de la Convention européenne du paysage entrée en vigueur en France le 1er juillet 2006, renforcée par la loi du 8 août 2016 pour la reconquête de la biodiversité, de la nature et des paysages, un atlas des paysages de la Dordogne a été élaboré sous maîtrise d'ouvrage de l'État et publié en octobre 2020. Les paysages du département s'organisent en huit unités paysagères,. La commune fait partie du Périgord central, un paysage vallonné, aux horizons limités par de nombreux bois, plus ou moins denses, parsemés de prairies et de petits champs.
La superficie cadastrale de la commune publiée par l'Institut national de la statistique et des études économiques, qui sert de référence dans toutes les statistiques, est de 13,68 km2,,. La superficie géographique, issue de la BD TOPO, composante du référentiel à grande échelle produit par l'IGN, est quant à elle de 13,58 km2.

### Hydrographie

#### Réseau hydrographique

Réseaux hydrographique et routier de Saint-Georges-de-Montclard.

La commune est située dans le bassin de la Dordogne au sein du Bassin Adour-Garonne. Elle est drainée par le Caudeau, la Ruchelle, le Saint-Martin, le ruisseau de Saint-Georges et par deux petits cours d'eau, qui constituent un réseau hydrographique de 14 km de longueur totale,.
Le Caudeau, d'une longueur totale de 38,47 km, prend sa source dans la commune de Veyrines-de-Vergt et se jette dans la Dordogne en rive droite à Bergerac, juste en aval du barrage de Bergerac. Il arrose la commune à l'est sur cinq kilomètres, dont quatre et demi lui servent de limite naturelle, en deux tronçons, face à Clermont-de-Beauregard, Liorac-sur-Louyre et Lamonzie-Montastruc.
Deux de ses affluents marquent la limite territoriale : le ruisseau de Saint-Martin en rive droite au nord-est sur plus d'un kilomètre face à Saint-Martin-des-Combes et la Ruchelle en rive gauche à l'est sur près de deux kilomètres, face à Clermont-de-Beauregard.
Le ruisseau de Saint-Georges prend sa source un kilomètre à l'ouest du petit bourg de Saint-Georges, qu'il traverse, et se jette dans le Caudeau en rive droite, après avoir arrosé le territoire communal sur plus de deux kilomètres.

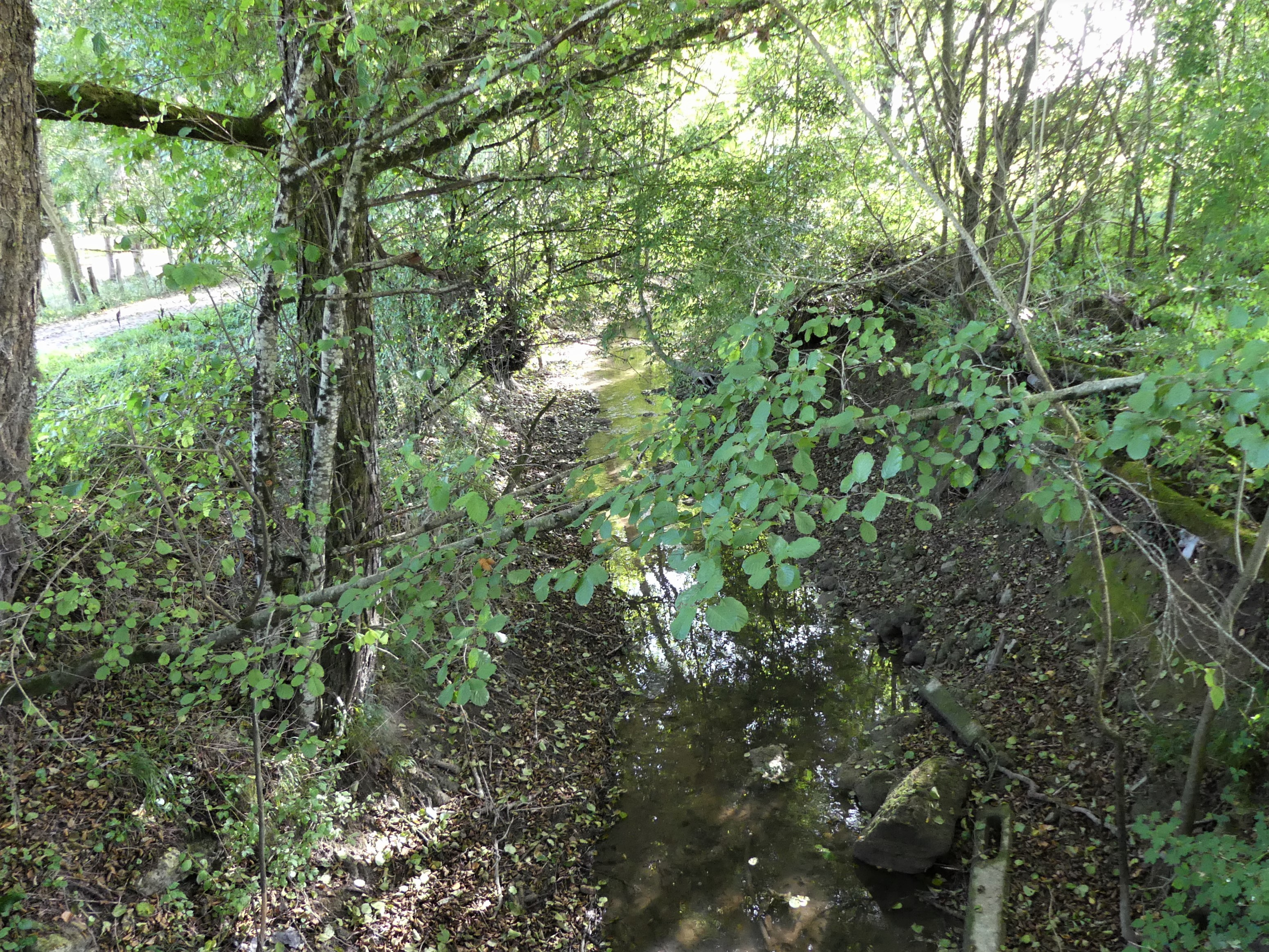
Le Caudeau au nord du lieu-dit la Mouline, en limite de Clermont-de-Beauregard (à gauche) et Saint-Georges-de-Montclard.
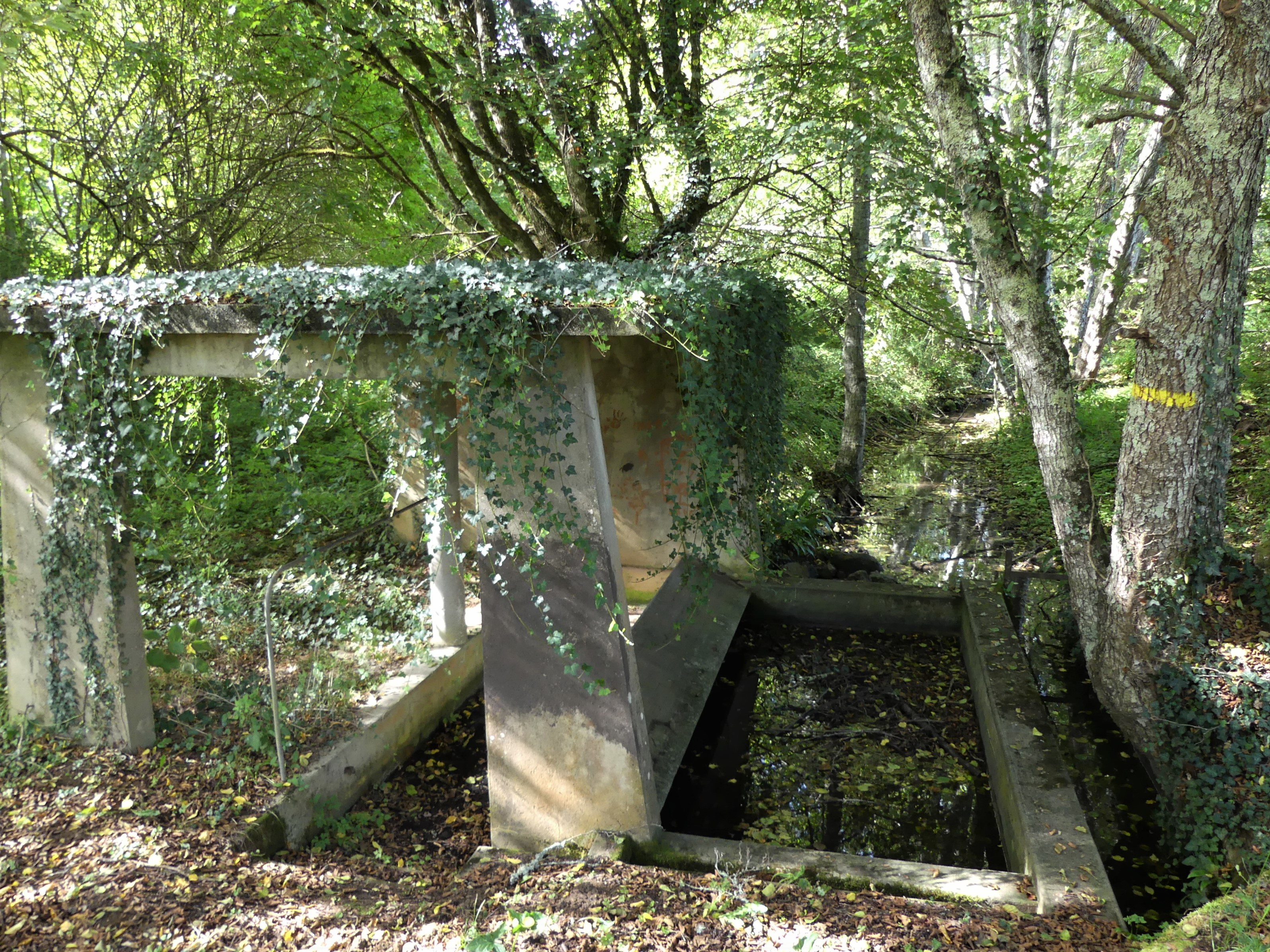
Lavoir sur le ruisseau de Saint-Georges, au village de Saint-Georges.

#### Gestion et qualité des eaux
Le territoire communal est couvert par le schéma d'aménagement et de gestion des eaux (SAGE) « Dordogne Atlantique ». Ce document de planification, dont le territoire correspond au sous‐bassin le plus aval du bassin versant de la Dordogne (aval de la confluence Dordogne - Vézère)., d'une superficie de 2 700 km2 est en cours d'élaboration. La structure porteuse de l'élaboration et de la mise en œuvre est l'établissement public territorial de bassin de la Dordogne (EPIDOR). Il définit sur son territoire les objectifs généraux d’utilisation, de mise en valeur et de protection quantitative et qualitative des ressources en eau superficielle et souterraine, en respect des objectifs de qualité définis dans le troisième schéma directeur d'aménagement et de gestion des eaux (SDAGE)  du bassin Adour-Garonne qui couvre la période 2022-2027, approuvé le 10 mars 2022.
La qualité des eaux de baignade et des cours d’eau peut être consultée sur un site dédié géré par les agences de l’eau et l’Agence française pour la biodiversité.

### Climat
Pour des articles plus généraux, voir Climat de la Nouvelle-Aquitaine et Climat de la Dordogne.
Historiquement, la commune est exposée à un climat océanique aquitain.  
En 2020, Météo-France publie une typologie des climats de la France métropolitaine dans laquelle la commune est exposée à un climat océanique altéré et est dans la région climatique Aquitaine, Gascogne, caractérisée par une pluviométrie abondante au printemps, modérée en automne, un faible ensoleillement au printemps, un été chaud (19,5 °C), des vents faibles, des brouillards fréquents en automne et en hiver et des orages fréquents en été (15 à 20 jours).
Pour la période 1971-2000, la température annuelle moyenne est de 12,6 °C, avec  une amplitude thermique annuelle de 15,3 °C. Le cumul annuel moyen de précipitations est de 885 mm, avec 12,1 jours de précipitations en janvier et 6,7 jours en juillet. Pour la période 1991-2020, la température moyenne annuelle observée sur la station météorologique la plus proche, située sur la commune de Bergerac à 14 km à vol d'oiseau, est de 13,2 °C et le cumul annuel moyen de précipitations est de 792,9 mm,. Pour l'avenir, les paramètres climatiques de la commune estimés pour 2050 selon différents scénarios d’émission de gaz à effet de serre sont consultables sur un site dédié publié par Météo-France en novembre 2022.

### Milieux naturels et biodiversité

#### Espaces protégés
La protection réglementaire est le mode d’intervention le plus fort pour préserver des espaces naturels remarquables et leur biodiversité associée,.
La commune fait partie du bassin de la Dordogne, un territoire d'une superficie de 24 000 km2 reconnu réserve de biosphère par l'UNESCO en juillet 2012 et se situe dans sa « zone de transition ».

## Urbanisme

### Typologie
Au 1er janvier 2024, Saint-Georges-de-Montclard est catégorisée commune rurale à habitat très dispersé, selon la nouvelle grille communale de densité à 7 niveaux définie par l'Insee en 2022.
Elle est située hors unité urbaine. Par ailleurs la commune fait partie de l'aire d'attraction de Bergerac, dont elle est une commune de la couronne,. Cette aire, qui regroupe 73 communes, est catégorisée dans les aires de 50 000 à moins de 200 000 habitants,.

### Occupation des sols

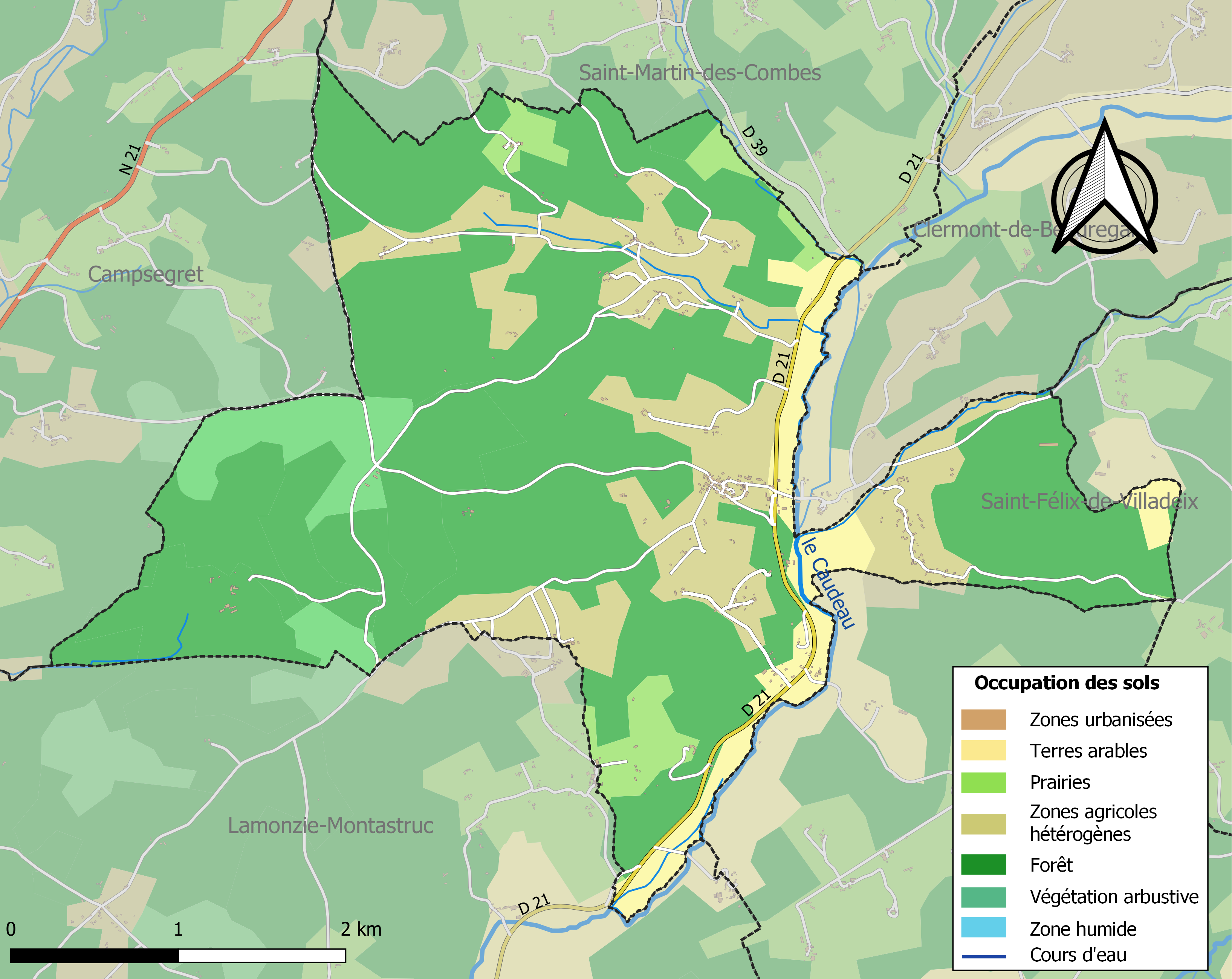
Carte des infrastructures et de l'occupation des sols de la commune en 2018 (CLC).

L'occupation des sols de la commune, telle qu'elle ressort de la base de données européenne d’occupation biophysique des sols Corine Land Cover (CLC), est marquée par l'importance des forêts et milieux semi-naturels (69,3 % en 2018), en augmentation par rapport à 1990 (68,4 %). La répartition détaillée en 2018 est la suivante : 
forêts (64,5 %), zones agricoles hétérogènes (20,3 %), terres arables (6,3 %), milieux à végétation arbustive et/ou herbacée (4,8 %), prairies (3,5 %), cultures permanentes (0,6 %). L'évolution de l’occupation des sols de la commune et de ses infrastructures peut être observée sur les différentes représentations cartographiques du territoire : la carte de Cassini (XVIIIe siècle), la carte d'état-major (1820-1866) et les cartes ou photos aériennes de l'IGN pour la période actuelle (1950 à aujourd'hui).

### Morphologie urbaine
La commune est structurée par deux villages, distants de quelques kilomètres : l’un, Montclard (graphie actuelle), ou Monclar (ancienne graphie), bâti autour de son son château, l’autre, Saint-Georges, autour de son église paroissiale.

### Villages, hameaux et lieux-dits
Outre les deux bourgs de Montclard et de Saint-Georges (situé à un kilomètre et demi au nord-ouest de Montclard) proprement dits, le territoire se compose d'autres villages ou hameaux, ainsi que de lieux-dits :
- la Beaureille
- Bessaronie
- les Bois en Rang
- Bos de Pénit
- la Bourgonie
- Boussac
- la Brunie
- la Cabane
- le Cat Rouge
- Chez Gobelet
- Cours
- la Coustette
- Crabefit
- le Cros du Loup
- la Font de Soule
- Fontagnal
- Fontaine des Lébérous
- Fontaine Roussillou
- la Forêt
- Forêt de Monclard
- le Garry
- Gavachoux
- Grande Borie
- Grande Coste
- la Lande
- Lascoups
- Lauquerie
- Lauquerie Basse
- le Léotard
- la Léotardie
- les Mails
- Moncimier
- les Mondoux
- Monfrouilloux
- Monplaisir
- le Nadal
- l’Olival
- Patat
- Petite Coste
- le Sucat
- Toutyfaut
- le Vignal.

### Habitat et logement
En 2020, le nombre total de logements dans la commune était de 183, alors qu'il était de 175 en 2015 et de 168 en 2010.
Parmi ces logements, 72,4 % étaient des résidences principales, 20 % des résidences secondaires et 7,6 % des logements vacants. Ces logements étaient pour 94 % d'entre eux des maisons individuelles et pour 4,4 % des appartements.
Le tableau ci-dessous présente la typologie des logements à Saint-Georges-de-Montclard en 2020 en comparaison avec celle de la Dordogne et de la France entière. Une caractéristique marquante du parc de logements est ainsi une proportion de résidences secondaires et logements occasionnels (20 %) supérieure à celle du département (14,4 %) et à celle de la France entière (9,7 %). Concernant le statut d'occupation de ces logements, 71 % des habitants de la commune sont propriétaires de leur logement (68,5 % en 2015), contre 68,6 % pour la Dordogne et 57,5 pour la France entière.
| Typologie                                               | Saint-Georges-de-Montclard | Dordogne | France entière |
| ------------------------------------------------------- | -------------------------- | -------- | -------------- |
| Résidences principales (en %)                           | 72,4                       | 75,3     | 82,1           |
| Résidences secondaires et logements occasionnels (en %) | 20                         | 14,4     | 9,7            |
| Logements vacants (en %)                                | 7,6                        | 10,2     | 8,2            |

### Risques naturels et technologiques

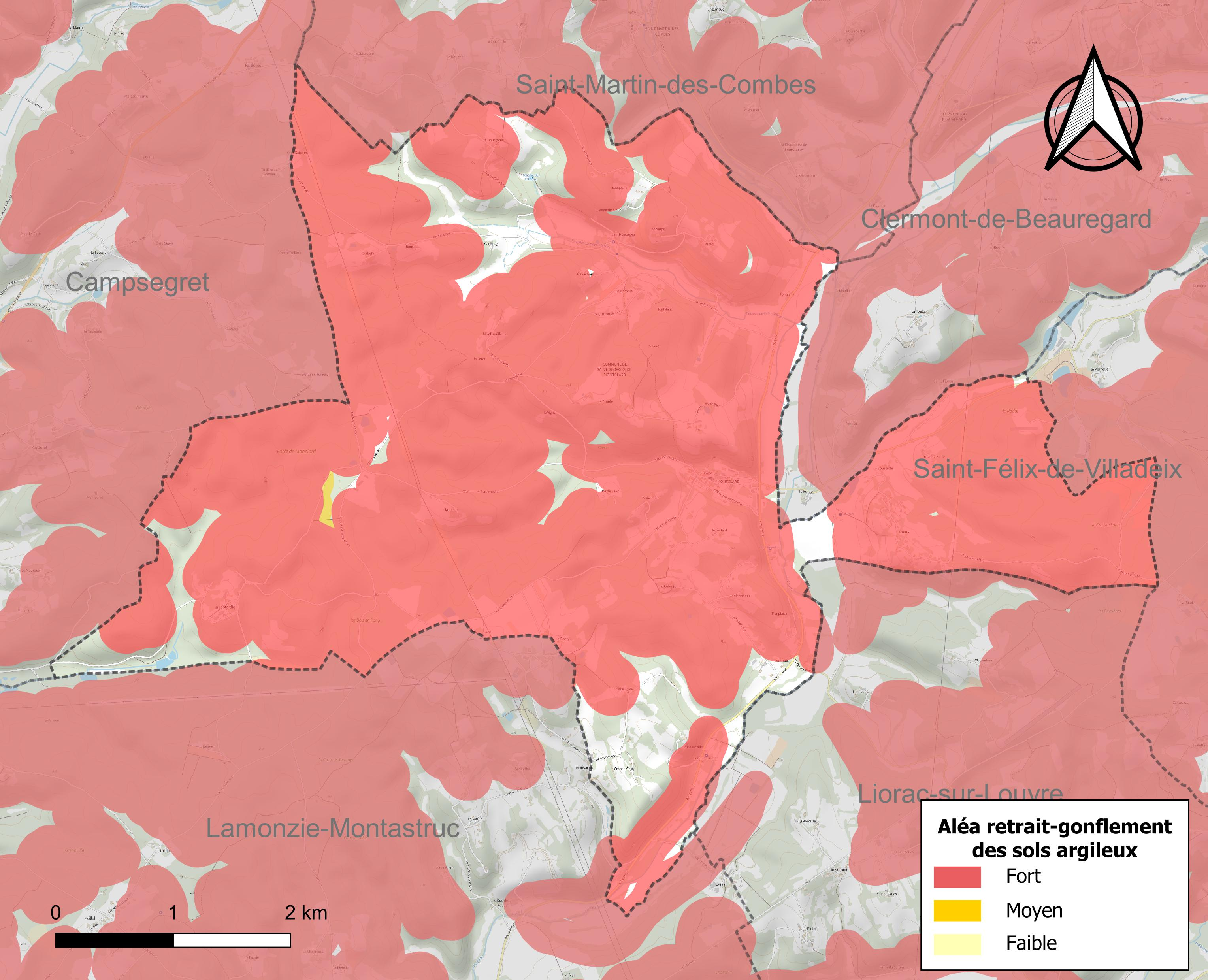
Carte des zones d'aléa retrait-gonflement des sols argileux de Saint-Georges-de-Montclard.

Le territoire de la commune de Saint-Georges-de-Montclard est vulnérable à différents aléas naturels : météorologiques (tempête, orage, neige, grand froid, canicule ou sécheresse), inondations, feux de forêts, mouvements de terrains et séisme (sismicité très faible). Un site publié par le BRGM permet d'évaluer simplement et rapidement les risques d'un bien localisé soit par son adresse soit par le numéro de sa parcelle.
Certaines parties du territoire communal sont susceptibles d’être affectées par le risque d’inondation par débordement de cours d'eau, notamment le Caudeau. La commune a été reconnue en état de catastrophe naturelle au titre des dommages causés par les inondations et coulées de boue survenues en 1982, 1983, 1988 et 1999,. Le risque inondation est pris en compte dans l'aménagement du territoire de la commune par le biais du plan de prévention des risques inondation (PPRI) de la « vallée du Caudeau », couvrant 14 communes et approuvé le 11 septembre 2015, pour les crues du Caudeau,, cours d'eau qui borde la commune à l'est.
Saint-Georges-de-Montclard est exposée au risque de feu de forêt. L’arrêté préfectoral du 14 mars 2013 fixe les conditions de pratique des incinérations et de brûlage dans un objectif de réduire le risque de départs d’incendie. À ce titre, des périodes sont déterminées : interdiction totale du 15 février au 15 mai et du 15 juin au 15 octobre, utilisation réglementée du 16 mai au 14 juin et du 16 octobre au 14 février. En septembre 2020, un plan inter-départemental de protection des forêts contre les incendies (PidPFCI) a été adopté pour la période 2019-2029,.
Les mouvements de terrains susceptibles de se produire sur la commune sont des tassements différentiels. Le retrait-gonflement des sols argileux est susceptible d'engendrer des dommages importants aux bâtiments en cas d’alternance de périodes de sécheresse et de pluie. 88,8 % de la superficie communale est en aléa moyen ou fort (58,6 % au niveau départemental et 48,5 % au niveau national métropolitain). Depuis le 1er octobre 2020, en application de la loi ÉLAN, différentes contraintes s'imposent aux vendeurs, maîtres d'ouvrages ou constructeurs de biens situés dans une zone classée en aléa moyen ou fort,.
La commune a été reconnue en état de catastrophe naturelle au titre des dommages causés par la sécheresse en 1989, 2005 et 2011 et par des mouvements de terrain en 1999.

## Toponymie
L'orthographe officielle de la commune est « Saint-Georges-de-Montclard », mais localement, sa graphie est « Saint-Georges-de-Montclar ».
La première partie du nom de la commune se réfère à saint Georges, martyr chrétien au IVe siècle. L'église Saint-Georges est évoquée dans un pouillé au XIIIe siècle sous la forme latine Ecclesia Sancti Georgi,.
La seconde partie correspond au château de Monclar, établi sur une motte. Ce repaire noble est mentionné en 1288 sous la forme latine Castrum de Monte Clara. Ce toponyme est formé de deux noms occitans, mont (correspondant à une hauteur, un lieu surélevé) et clar qui peut avoir deux sens : d'une part « clair », de l'autre « qui se distingue bien ».
La commune porte le nom révolutionnaire de Georges Monetard en 1793 et est dénommée en 1801 Saint-Georges-de-Monclard. Elle prend ultérieurement son orthographe actuelle de Saint-Georges-de-Montclard.
En occitan, la commune se nomme Sent Jòrgi de Montclar.

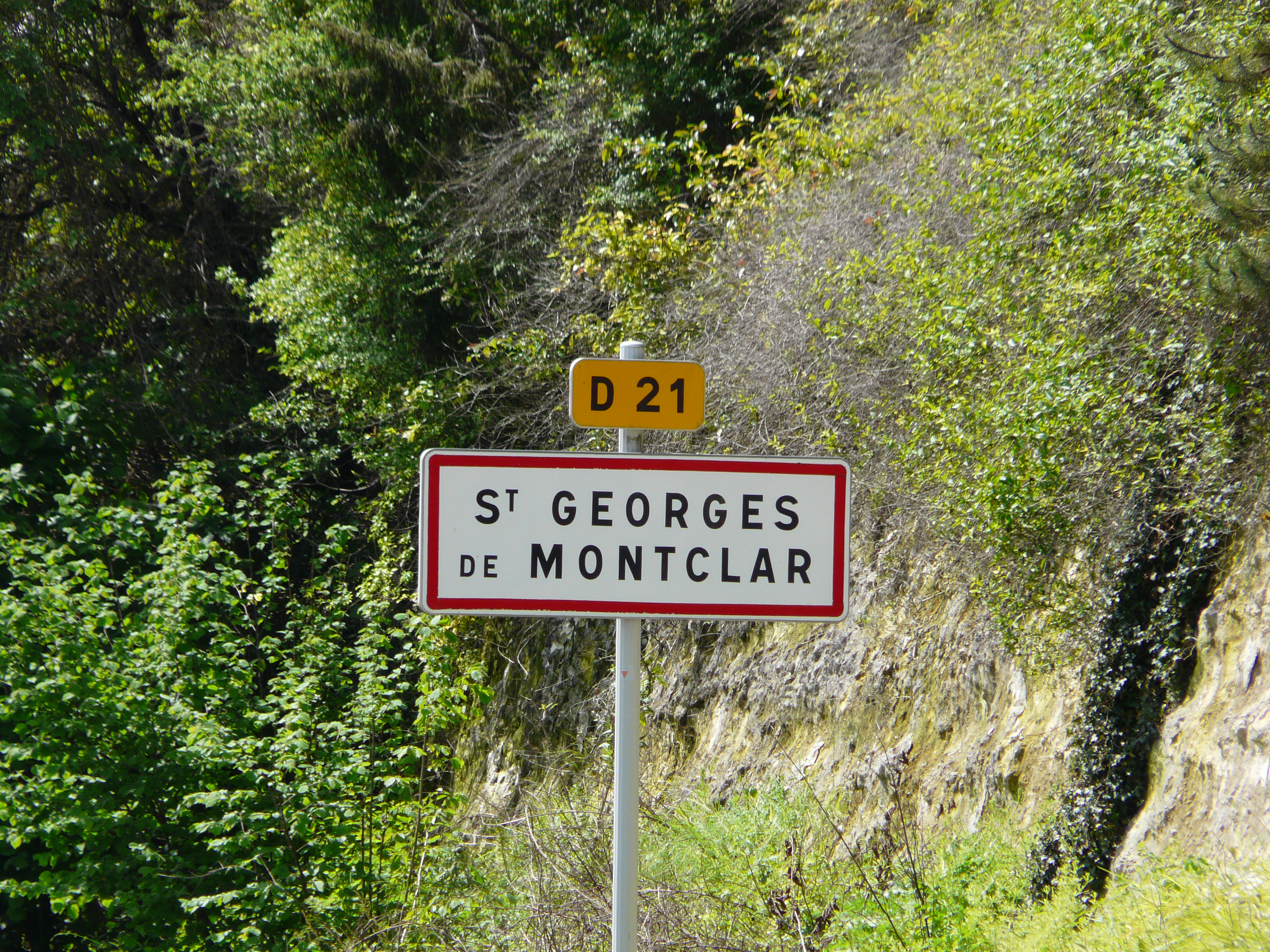
Ancien anneau d'entrée dans le bourg de Montclard.
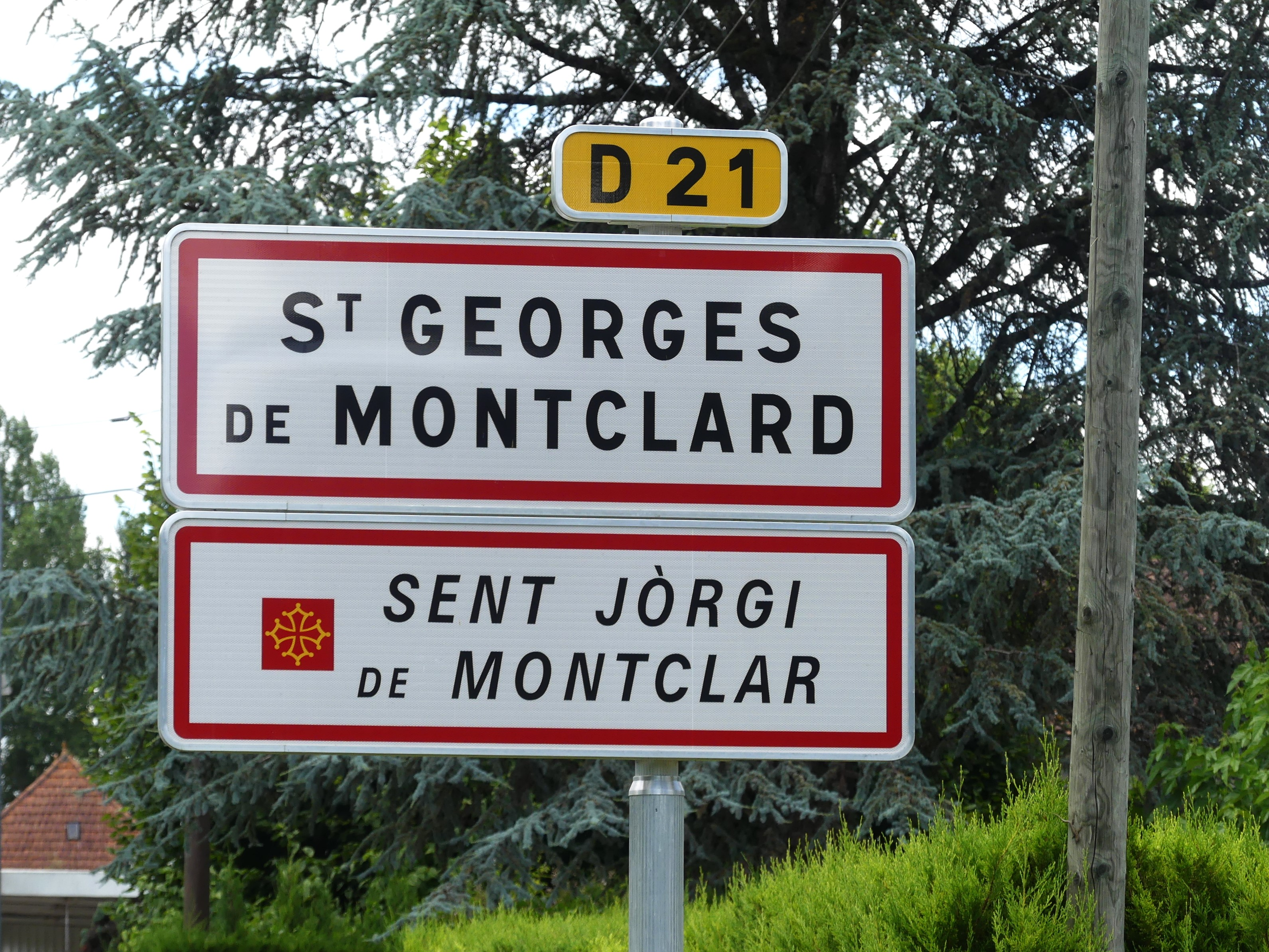
Nouveaux panneaux en français et occitan.

## Histoire

### Préhistoire
Le territoire communal a été occupé au Paléolithique.

### Moyen Âge
Une petite grotte ornée médiévale est découverte par le Spéléo-Club de Périgueux en 1994 et a été analysée par des préhistoriens en 2014.
L'actuel château de Montclar, attesté en 1288, date de la fin du XVe début du XVIe siècle. La châtellenie de Monclar comprenait neuf paroisses : Campagnac, Campsegret, la Mongie, Pont-Saint-Mamet, Saint-Félix, Saint-Georges, Saint-Laurent, Saint-Martin-des-Combes et Saint-Maurice.
Le prieuré Saint-Jean de Crabefy dépendait de l'abbaye de Chancelade.

### Révolution française et Empire
La commune de Saint-Georges-de-Montclard a été instituée dans les premières années de la Révolution française, succédant à une paroisse du diocèse de Périgueux.

## Politique et administration

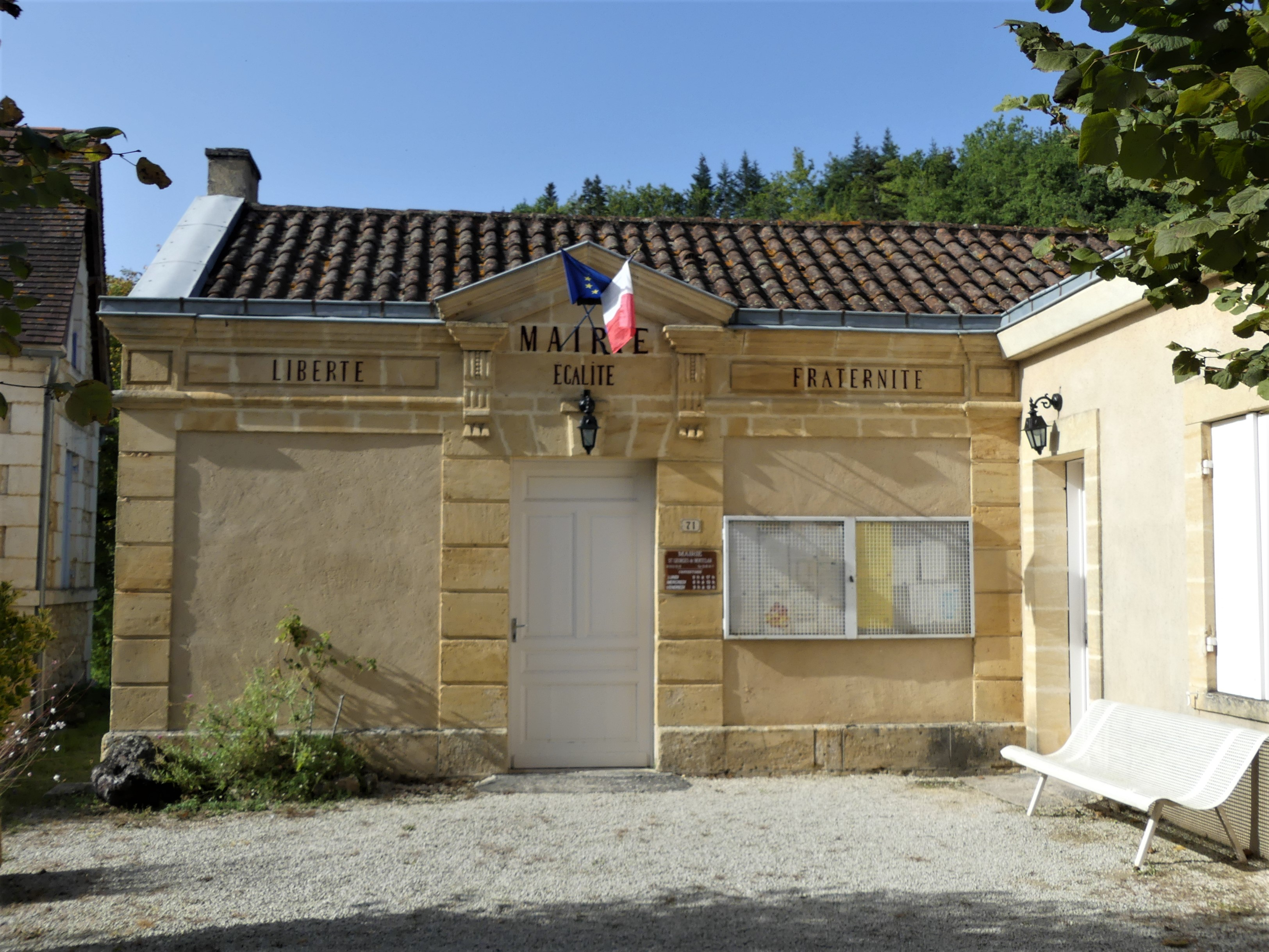
La mairie en 2022.

### Rattachements administratifs et électoraux

#### Rattachements administratifs
Dès 1790, la commune de Saint-Georges-de-Montclard est rattachée au canton de Liorac qui dépend du district de Bergerac jusqu'en 1795, date de suppression des districts. Lorsque ce canton est supprimé par la loi du 8 pluviôse an IX (28 janvier 1801) portant sur la « réduction du nombre de justices de paix », la commune est rattachée au canton de Montagnac dépendant de l'arrondissement de Bergerac. Le canton de Montagnac est ensuite renommé en canton de Villamblard l'année suivante, à la suite du transfert du chef-lieu de canton depuis Montagnac vers Villamblard. Dans le cadre du redécoupage cantonal de 2014 en France, cette circonscription administrative territoriale disparaît, et le canton n'est plus qu'une circonscription électorale.
En 2017, Saint-Georges-de-Montclard est transférée de l'arrondissement de Bergerac à l'arrondissement de Périgueux,,.

#### Rattachements électoraux
Pour les élections départementales, la commune fait partie depuis 2014 du canton du Périgord central,.
Pour l'élection des députés, elle fait partie de la  deuxième circonscription de la Dordogne.

### Intercommunalité
Au 1er janvier 2002, Saint-Georges-de-Montclard intègre la communauté de communes du Pays de Villamblard, un établissement public de coopération intercommunale (EPCI) à fiscalité propre qui prend effet à cette même date et auquel la commune avait transféré un certain nombre de ses compétences, dans les conditions déterminées par le code général des collectivités territoriales.
Dans le cadre des dispositions de la loi portant nouvelle organisation territoriale de la République du 7 août 2015, qui prévoit que les établissements publics de coopération intercommunale (EPCI) à fiscalité propre doivent avoir un minimum de 15 000 habitants, cette intercommunalité fusionne avec sa voisine, la communauté de communes du Mussidanais en Périgord, pour former, le 1er janvier 2017, la communauté de communes Isle et Crempse en Périgord, dont est désormais membre la commune.

### Administration municipale
La population de la commune étant comprise entre 100 et 499 habitants au recensement de 2017, son conseil municipal est constitué de 11 membres, y compris le maire et ses adjoints,.

### Liste des maires
| Période                                  | Période      | Identité                                                                          | Étiquette | Qualité         |
| ---------------------------------------- | ------------ | --------------------------------------------------------------------------------- | --------- | --------------- |
| Les données manquantes sont à compléter. |              |                                                                                   |           |                 |
|                                          |              |                                                                                   |           |                 |
| 1888                                     | 1895         | François Javerzac                                                                 |           |                 |
| 1895                                     | 1900         | Pierre Geraud                                                                     |           |                 |
| 1900                                     | 1902         | René de Lascoups                                                                  |           |                 |
| 1902                                     | 1912         | Clair Bourbon                                                                     |           |                 |
| 1912                                     | 1919         | Jean Bleyzac                                                                      |           |                 |
| 1919                                     | 1925         | Bernard de Lascoups                                                               |           |                 |
| 1925                                     | 1937         | Georges Bourbon                                                                   |           |                 |
| 1937                                     | 1944         | Louis Pommier                                                                     |           |                 |
| 1944                                     | 1945         | François Matasse                                                                  |           |                 |
| 1945                                     | 1947         | Léon Lasserre                                                                     |           |                 |
| 1947                                     | 1959         | Jean Lasserre                                                                     |           |                 |
|                                          |              |                                                                                   |           |                 |
| 1965                                     | 1971         | Roger Deltheil                                                                    |           |                 |
| 1971                                     | 1995         | René Lambert                                                                      |           |                 |
| 1995                                     | 2001         | Guy Bonnet                                                                        |           |                 |
| mars 2001                                | juillet 2023 | Bernard Guérinel (démissionne en tant que maire mais reste conseiller municipal.) | SE        |                 |
| août 2023                                | février 2024 | Denis Dory (démissionnaire)                                                       |           | Chef de culture |
| avril 2024                               | En cours     | Franck Pinon                                                                      |           |                 |

## Équipements et services publics

### Enseignement
Les enfants de la commune sont scolarisés avec ceux de Clermont-de-Beauregard, Liorac-sur-Louyre, Saint-Félix-de-Villadeix, Saint-Marcel-du-Périgord et Saint-Martin-des-Combes dans le cadre d'un regroupement pédagogique intercommunal créé en 1977 dénommé « l'École des 6 », qui dispose d'écoles à Liorac-sur-Louyre, Saint-Félix-de-Villadeix et Saint-Georges-de-Montclard,.
Ces écoles sont administrées par l'intercommunalité.

### Justice, sécurité, secours et défense
En 2023, dans le domaine judiciaire, Saint-Georges-de-Montclard relève : 
- du tribunal judiciaire, du tribunal pour enfants, du conseil de prud'hommes et du tribunal de commerce de Bergerac ;
- du tribunal judiciaire de Périgueux (compétent uniquement dans le domaine de la nationalité) ;
- de la cour d'appel, du tribunal administratif et de la cour administrative d'appel de Bordeaux.

## Population et société

### Démographie
Les habitants de Saint-Georges-de-Montclard se nomment les Montclardais.
L'évolution du nombre d'habitants est connue à travers les recensements de la population effectués dans la commune depuis 1793. Pour les communes de moins de 10 000 habitants, une enquête de recensement portant sur toute la population est réalisée tous les cinq ans, les populations de référence des années intermédiaires étant quant à elles estimées par interpolation ou extrapolation. Pour la commune, le premier recensement exhaustif entrant dans le cadre du nouveau dispositif a été réalisé en 2004.

En 2022, la commune comptait 279 habitants, en évolution de −4,78 % par rapport à 2016 (Dordogne : +0,37 %, France hors Mayotte : +2,11 %).
| 1793 | 1800 | 1806 | 1821 | 1831 | 1836 | 1841 | 1846 | 1851 |
| ---- | ---- | ---- | ---- | ---- | ---- | ---- | ---- | ---- |
| 680  | 659  | 642  | 666  | 738  | 758  | 756  | 778  | 801  |

| 1856 | 1861 | 1866 | 1872 | 1876 | 1881 | 1886 | 1891 | 1896 |
| ---- | ---- | ---- | ---- | ---- | ---- | ---- | ---- | ---- |
| 814  | 791  | 716  | 649  | 606  | 635  | 627  | 640  | 531  |

| 1901 | 1906 | 1911 | 1921 | 1926 | 1931 | 1936 | 1946 | 1954 |
| ---- | ---- | ---- | ---- | ---- | ---- | ---- | ---- | ---- |
| 533  | 503  | 504  | 378  | 366  | 316  | 327  | 343  | 274  |

| 1962 | 1968 | 1975 | 1982 | 1990 | 1999 | 2004 | 2006 | 2009 |
| ---- | ---- | ---- | ---- | ---- | ---- | ---- | ---- | ---- |
| 314  | 273  | 263  | 262  | 258  | 268  | 260  | 261  | 273  |

| 2014 | 2019 | 2022 | - | - | - | - | - | - |
| ---- | ---- | ---- | - | - | - | - | - | - |
| 287  | 287  | 279  | - | - | - | - | - | - |

### Vie associative
Le  Foyer laïque rural  a fêté en 2017 ses soixante-dix ans.

## Économie

### Emploi
En 2019, parmi la population communale comprise entre 15 et 64 ans, les actifs représentent 132 personnes, soit 46,0 % de la population municipale. Le nombre de chômeurs (19) a diminué par rapport à 2013 (25) et le taux de chômage de cette population active s'établit à 14,4 %.

### Établissements
Au 31 décembre 2015, la commune compte trente-sept établissements, dont dix-huit au niveau des commerces, transports ou services, sept relatifs au secteur administratif, à l'enseignement, à la santé ou à l'action sociale, six dans la construction, cinq dans l'agriculture, la sylviculture ou la pêche, et un dans l'industrie.

## Culture locale et patrimoine

### Lieux et monuments

#### Patrimoine civil
- Château de Monclar (ou Montclard, ou Montclar), des XVe, XVIe et XIXe siècles et dont l'origine remonte au XIe siècle, inscrit en 2007 au titre des monuments historiques, ainsi que ses clôtures, sols et terrasses[49],[73], édifié sur une motte castrale haute de 45 m[32].
- Manoir de la Beaureille, du XVIe siècle, partiellement inscrit en 1978 pour ses façades et toitures[74].
- La halle médiévale[75], reconstruite en 1655, est située en bordure de la place publique, au centre du bourg de Montclard. Elle fait partie, d'un ensemble architectural imprégné d'un passé prestigieux. Elle est de plan rectangulaire proche du carré, bâtie sur un espace plan horizontal. La charpente repose sur quinze colonnes en calcaire de section octogonale. L'ensemble est légèrement relevé par rapport au terrain naturel. Les longs pans de la couverture, sont couverts en tuiles canal sur liteaux, et les croupes en tuiles plates aussi sur liteaux. Elle était utilisée à l'occasion des foires annuelles très importantes, dont celle aux bœufs gras le premier mardi de chaque mois, et témoigne ainsi de l'importance économique du village au cours des ans.
- Près de celle-ci se situe une des plus anciennes demeures du bourg avec sa galerie à colonnes de pierres[76].
- D'autres maisons anciennnes restaurées aux toitures typiques de la région, dont certaines ont également conservé galeries et balcons de bois et colonnes de pierre, qui abritaient autrefois artisans et commerçants, les « embats » au rez-de-chaussée tenaient lieu d'atelier, de magasin ou de remise, peuvent être vues[75],[77].

- Boucle des lébérous et boucle de Rabelais, circuit du cœur du village, randonnées pédestres qui permettent de découvrir le village[75],[32],[78].

- Fontaine à Saint-Georges[77].

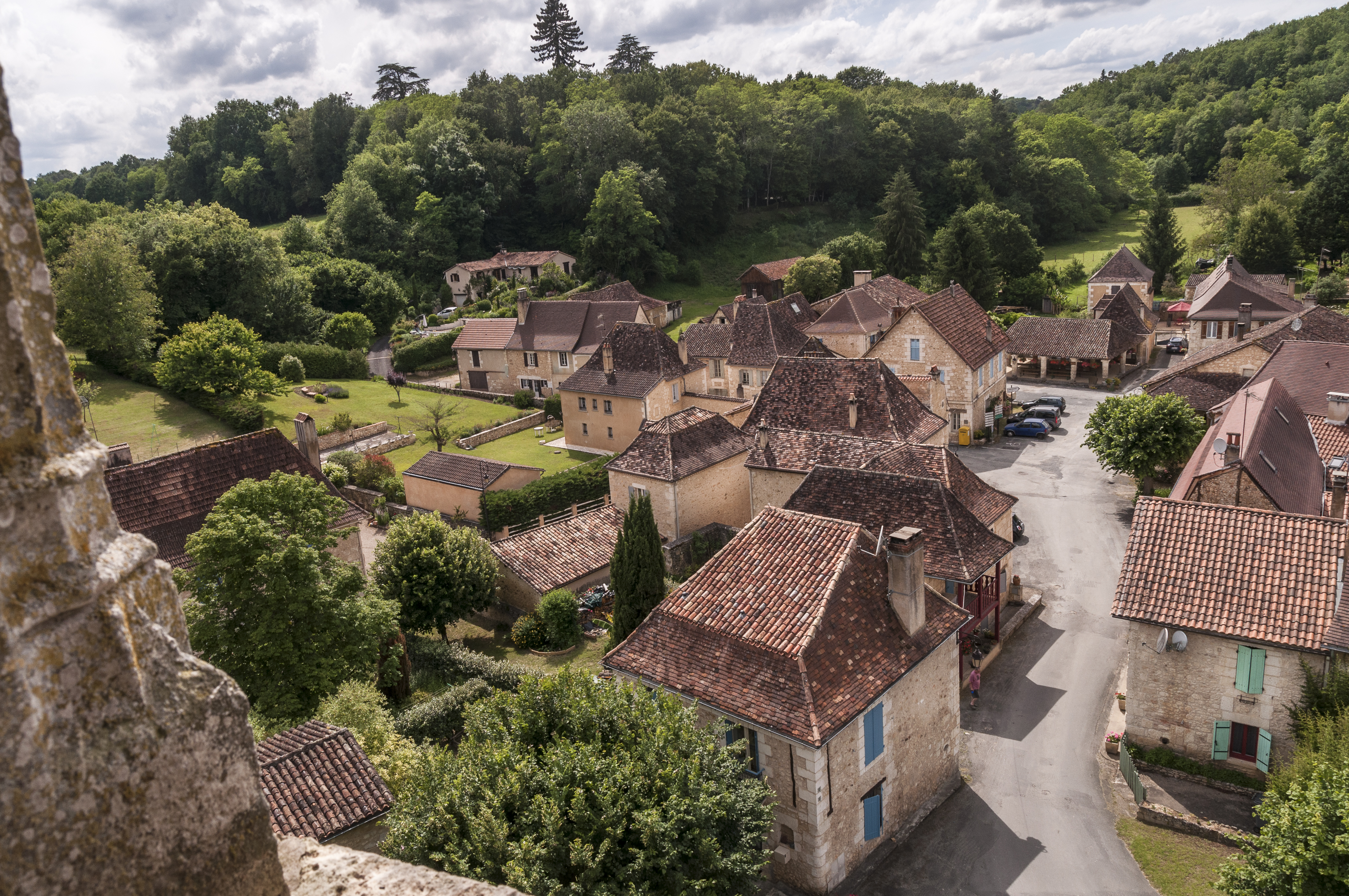
Le bourg de Montclard.
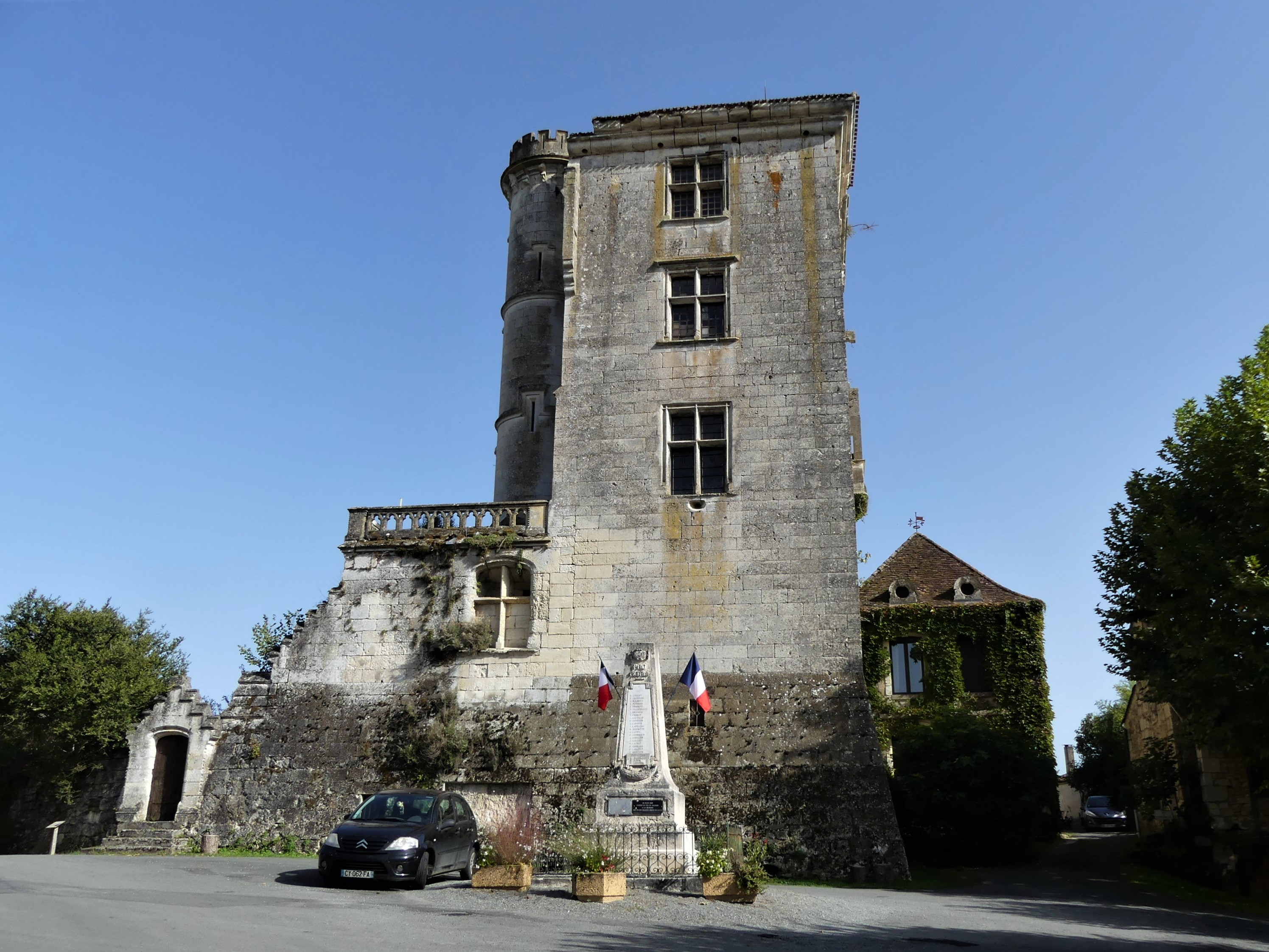
Le château de Montclard.
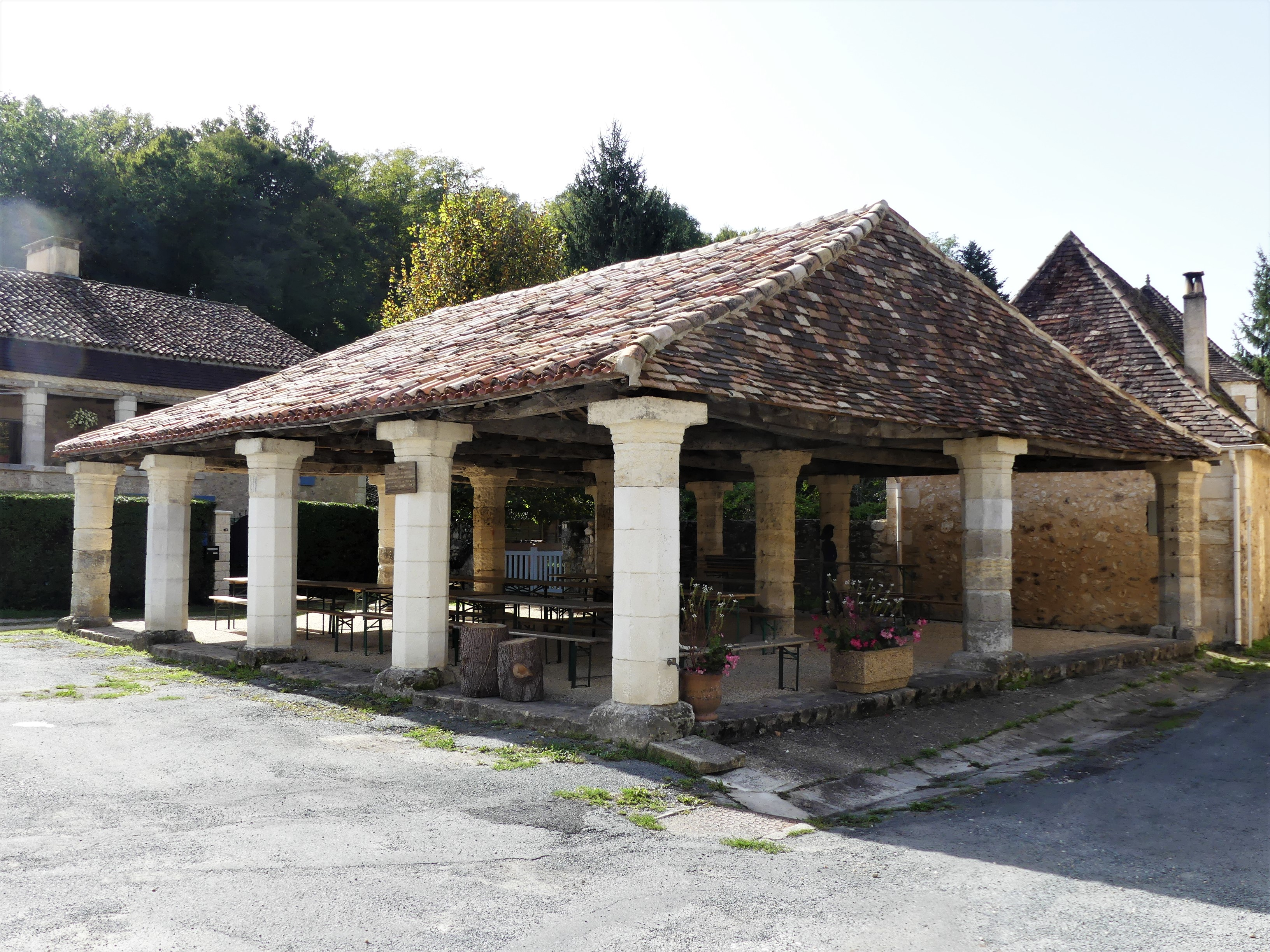
La halle.
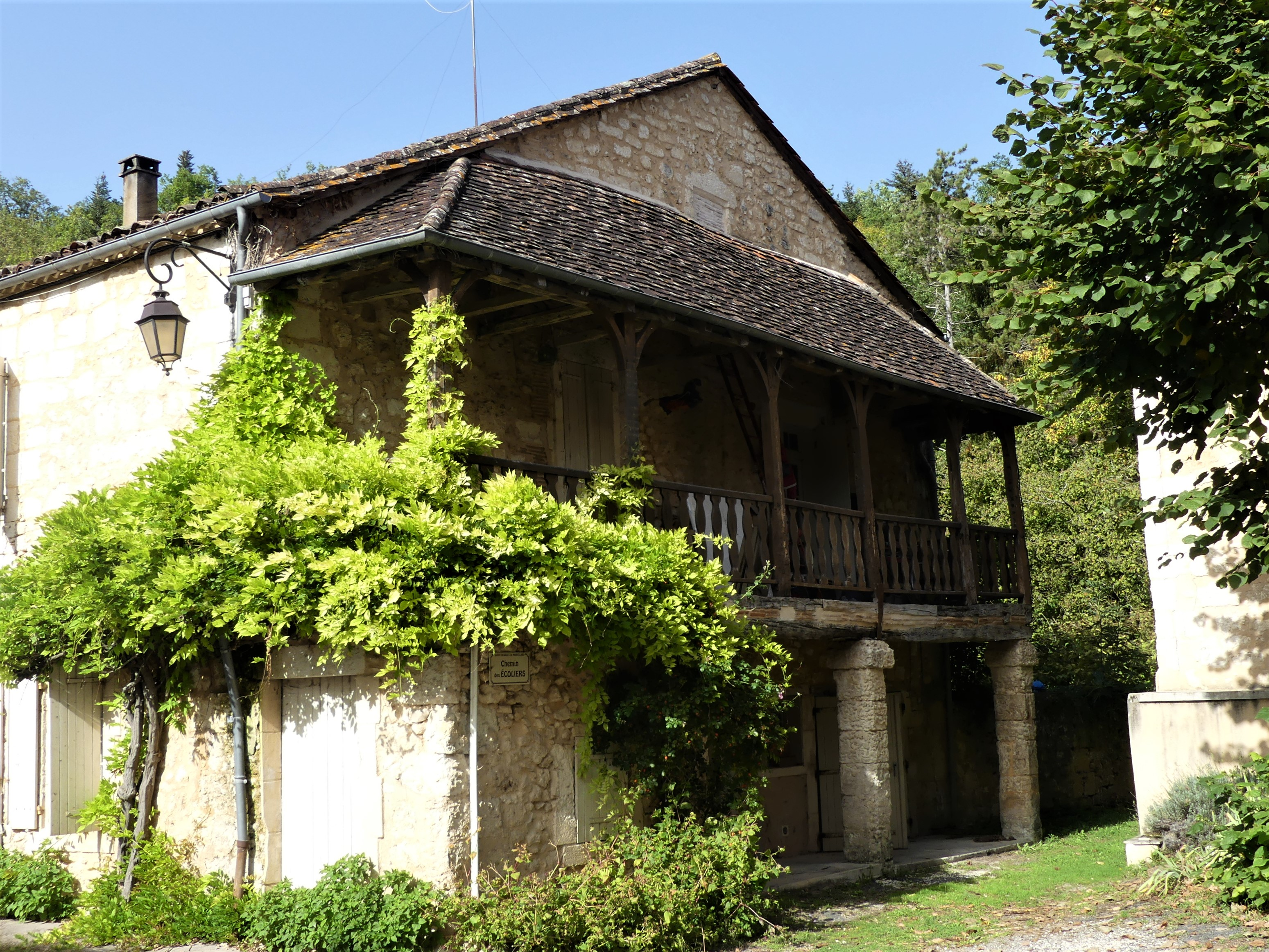
Maison à galerie à Montclard.
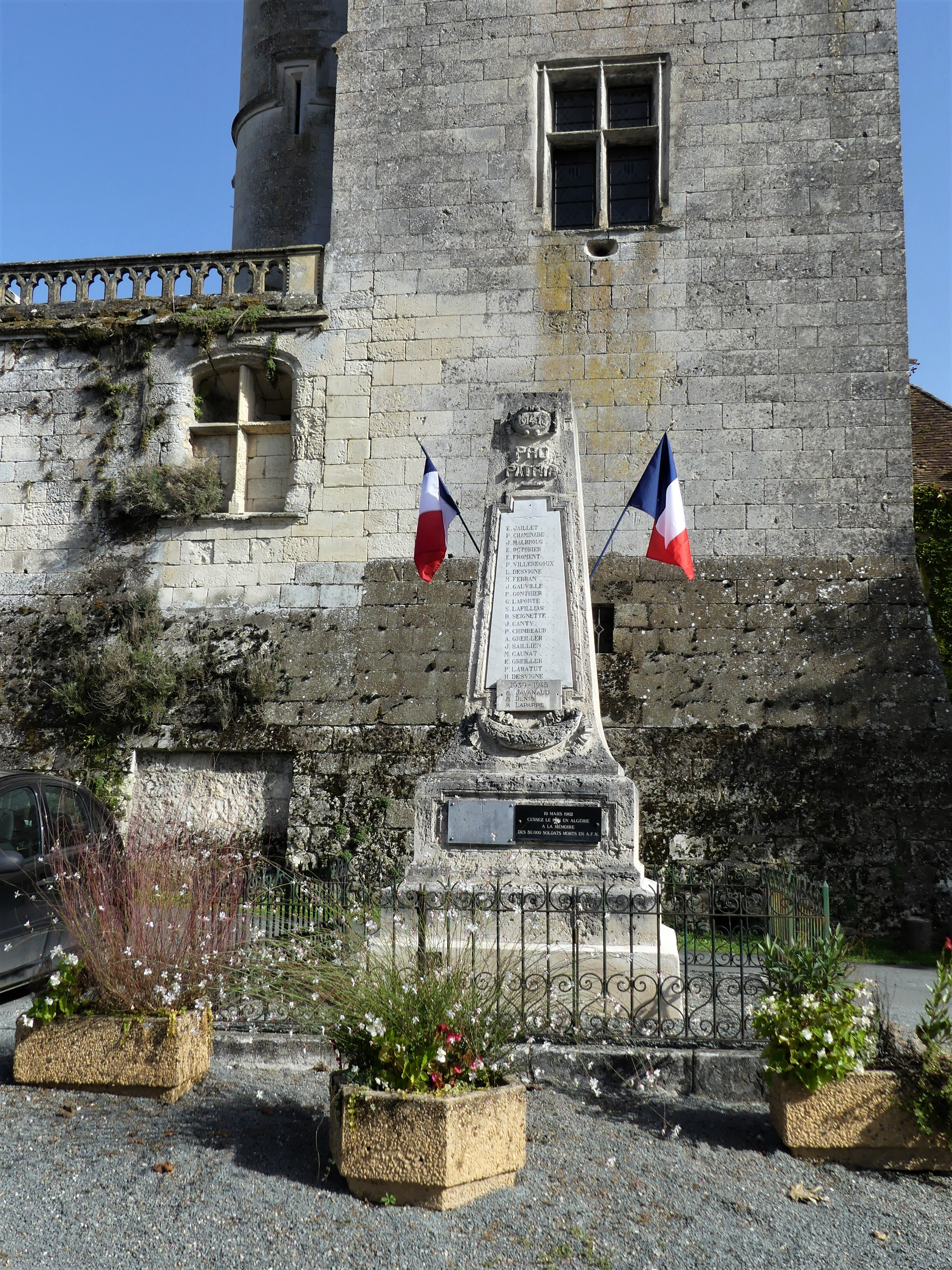
Le monument aux morts devant le château.
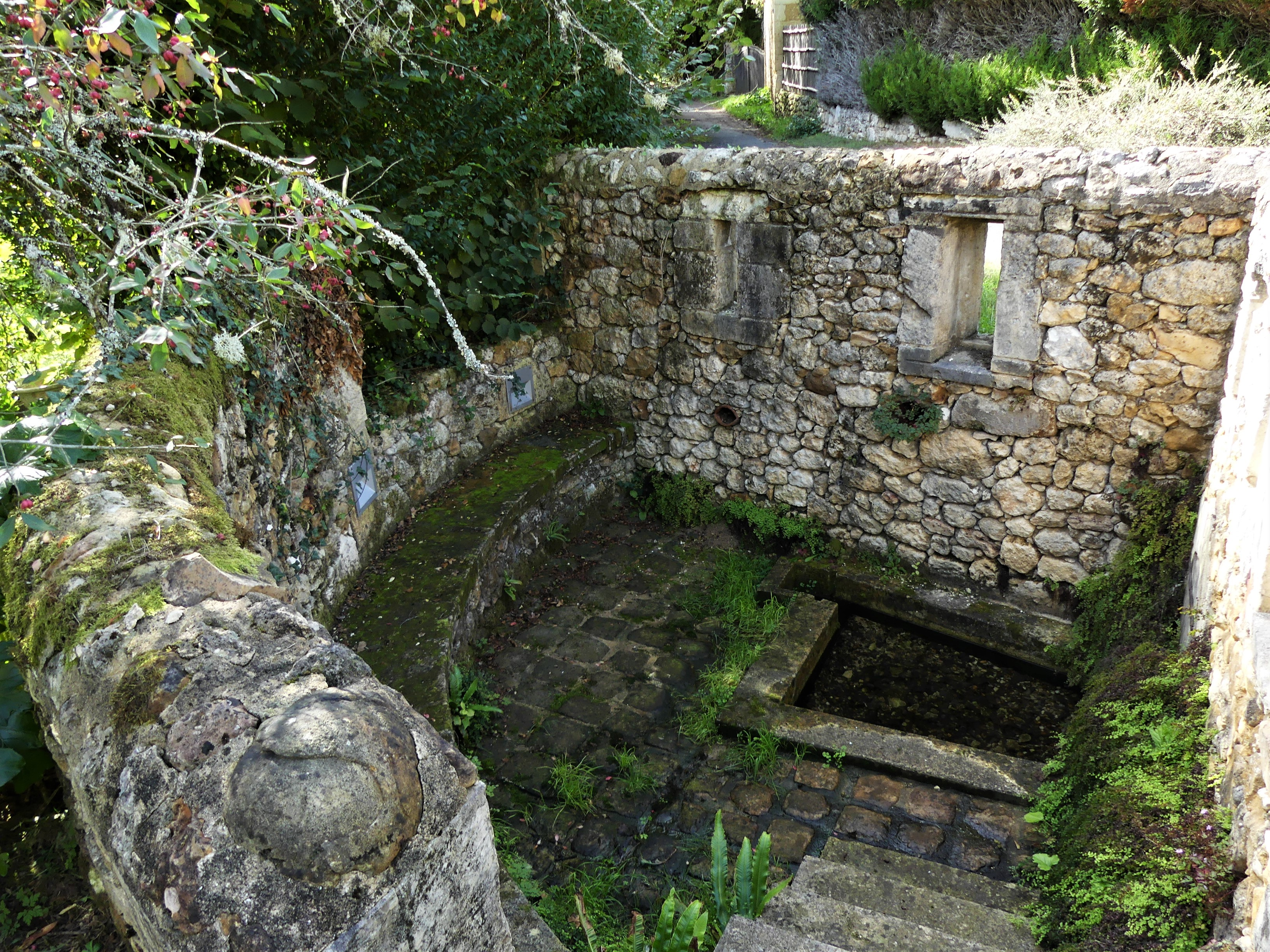
Fontaine à Saint-Georges.

#### Patrimoine religieux
- Au hameau de Saint-Georges traversé par le ruisseau du même nom, se trouve l’église Saint-Georges, romane du XIIe siècle, également connue sous le nom de chapelle Sainte-Rita, restaurée de 2022/2024[79],[80]. Comme de nombreux édifices religieux, elle est édifiée sur un très ancien lieu de culte. À l’intérieur est dédié un espace à sainte Rita, patronne des causes désespérées. Le lieu connu y reçoit de nombreux fervents de sainte Rita[76],[32].

- Dans le bourg de Montclard, chapelle Sainte-Thérèse.

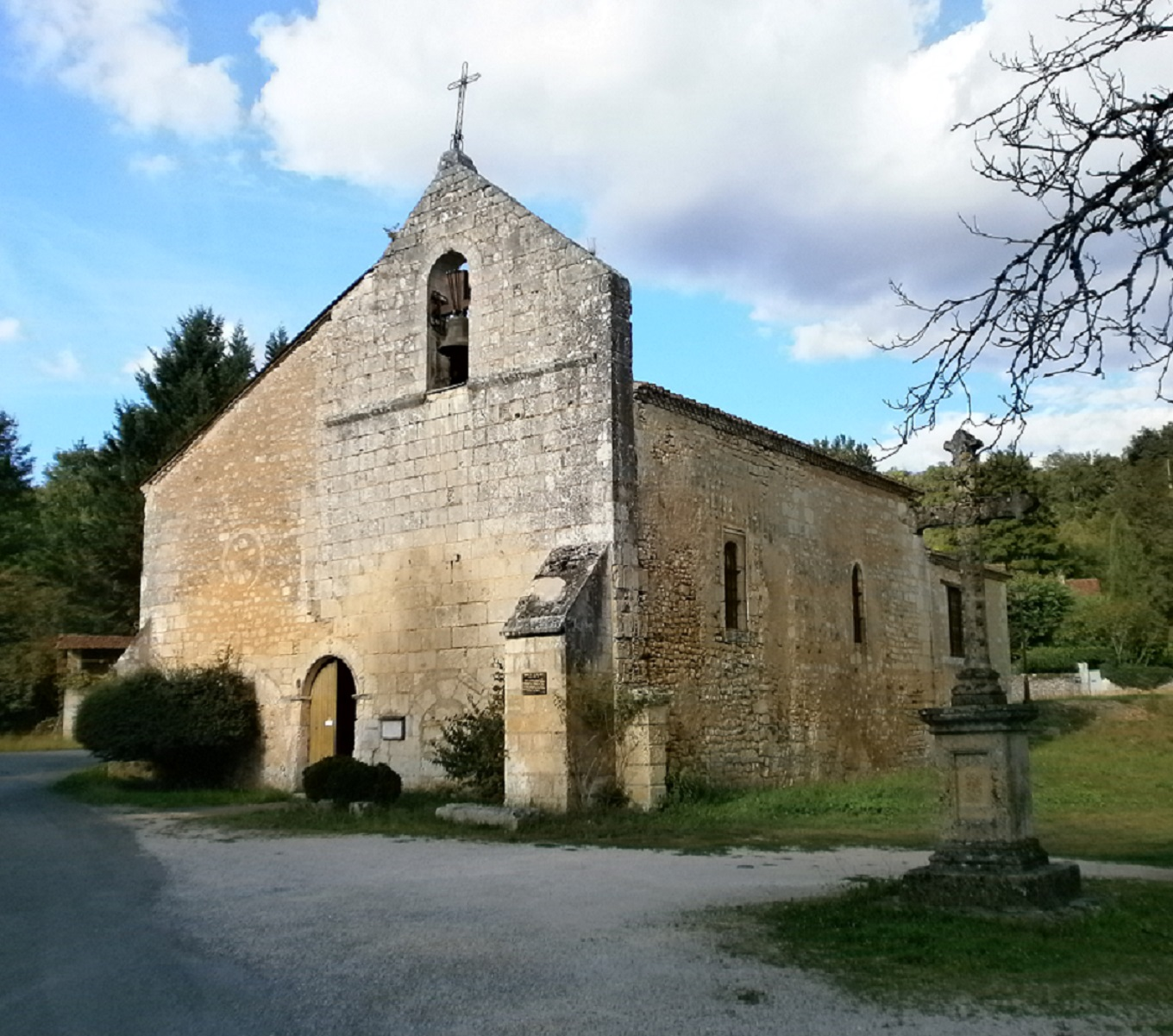
L'église Saint-Georges.
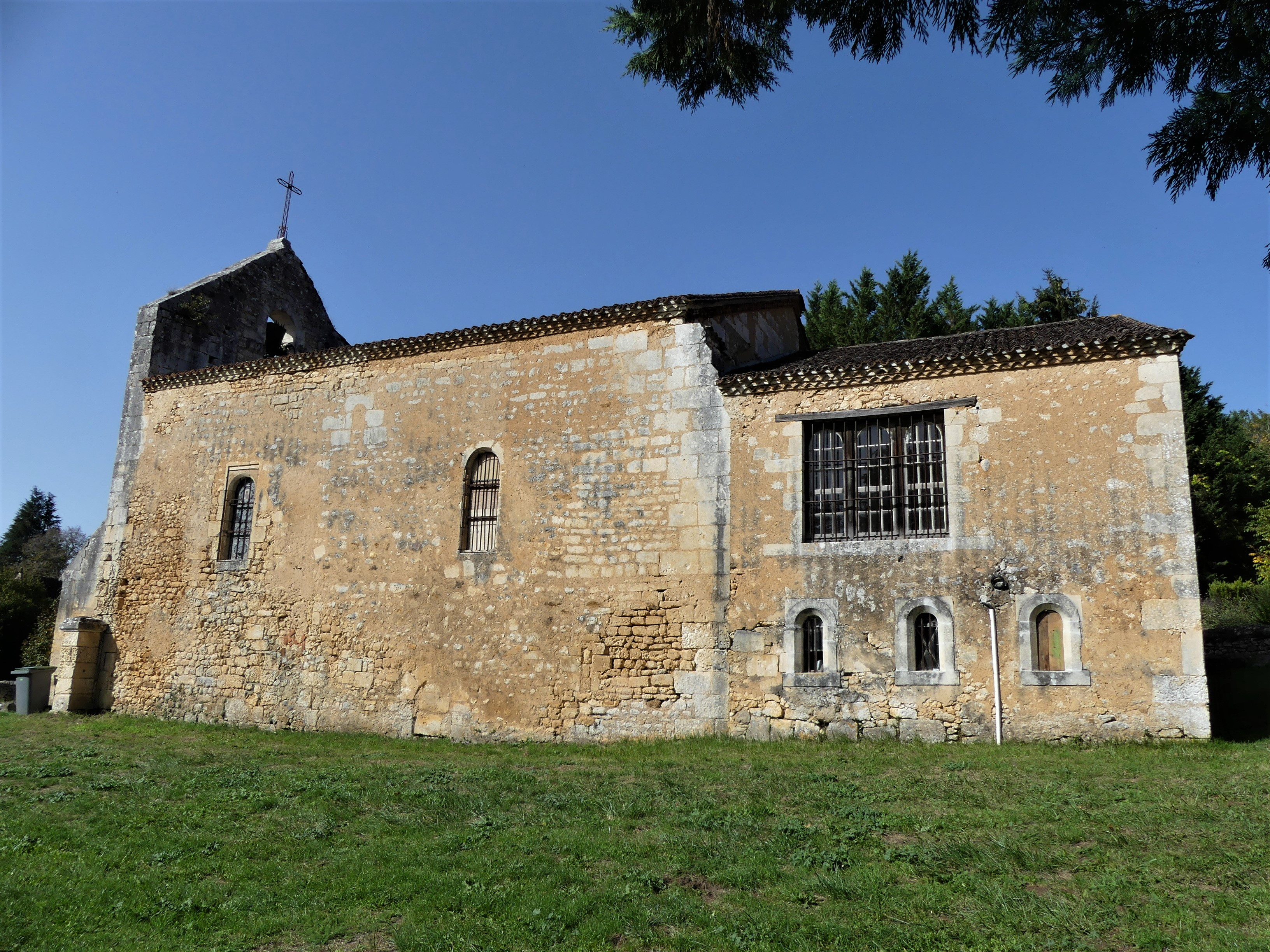
Sa façade sud.
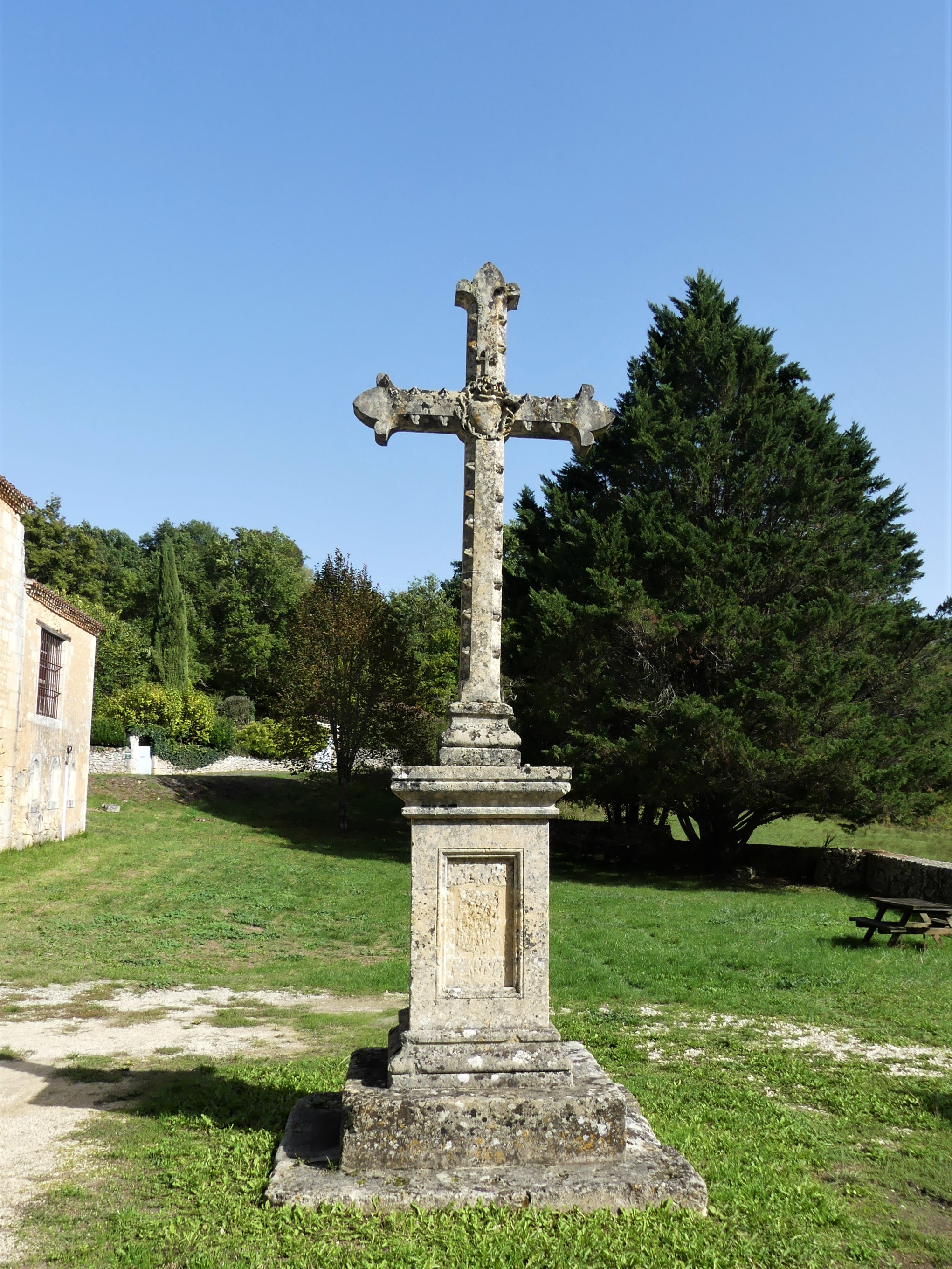
Croix à côté de l'église Saint-Georges.
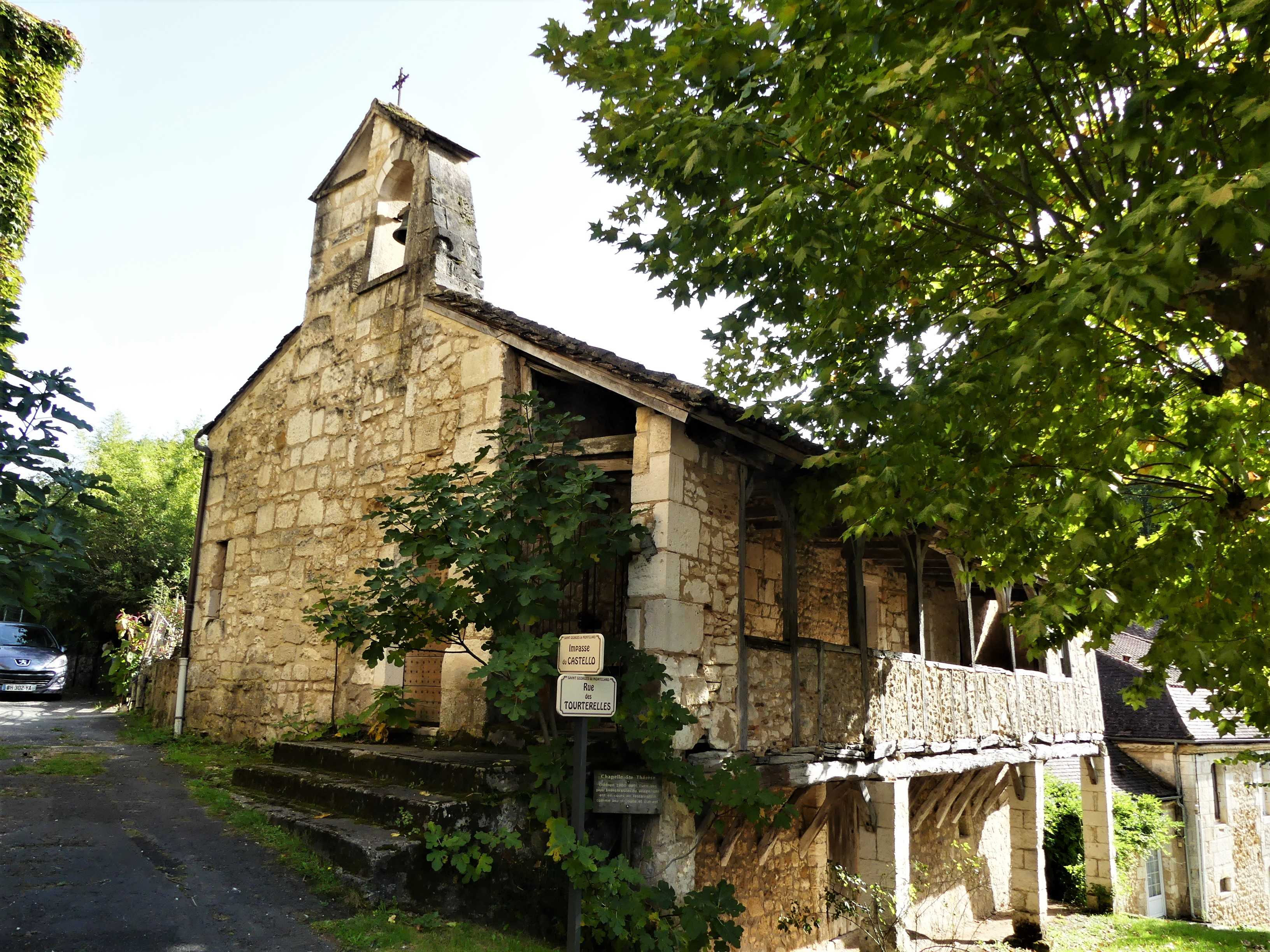
La chapelle Sainte-Thérèse de Montclard.
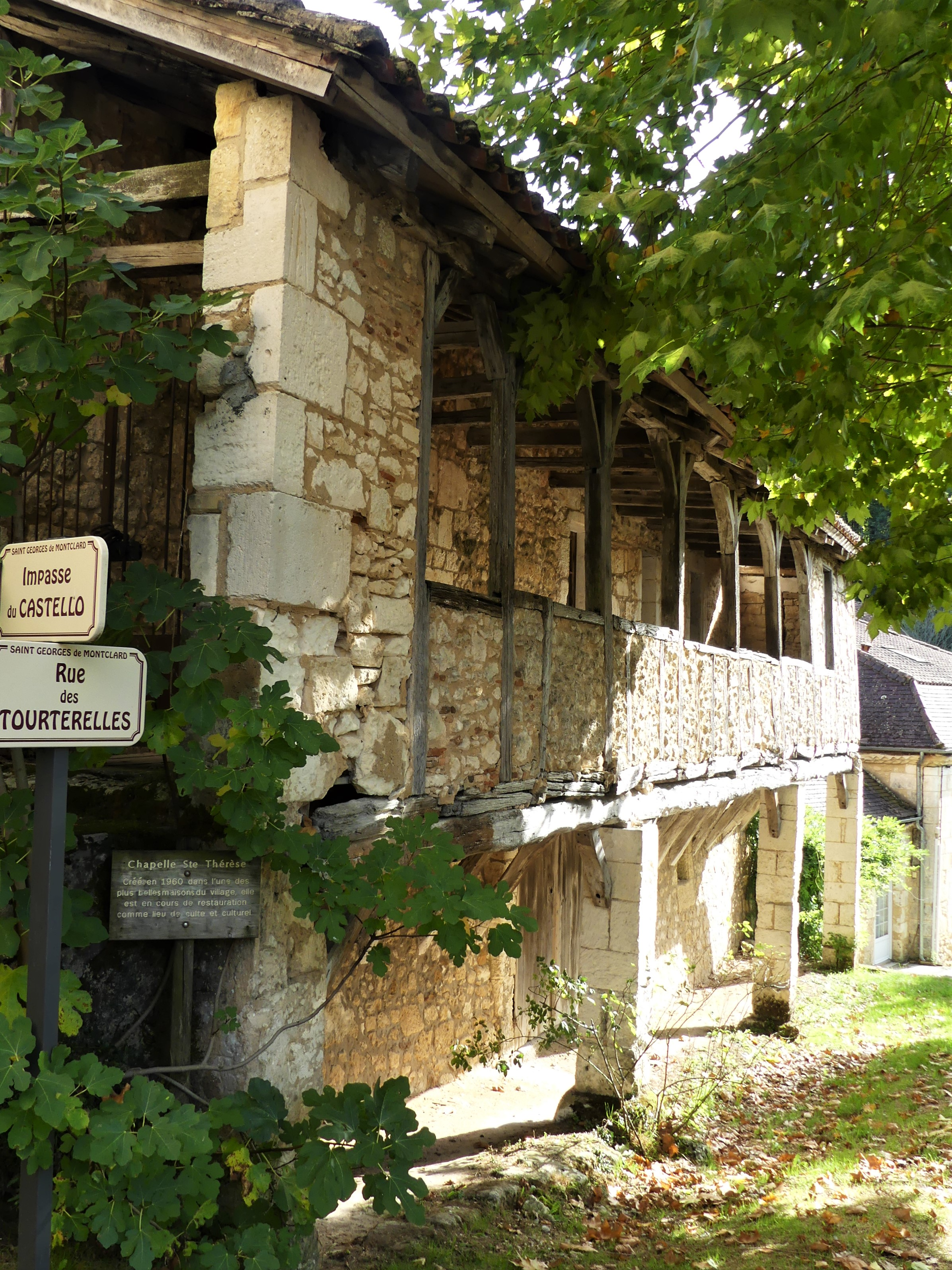
Sa galerie
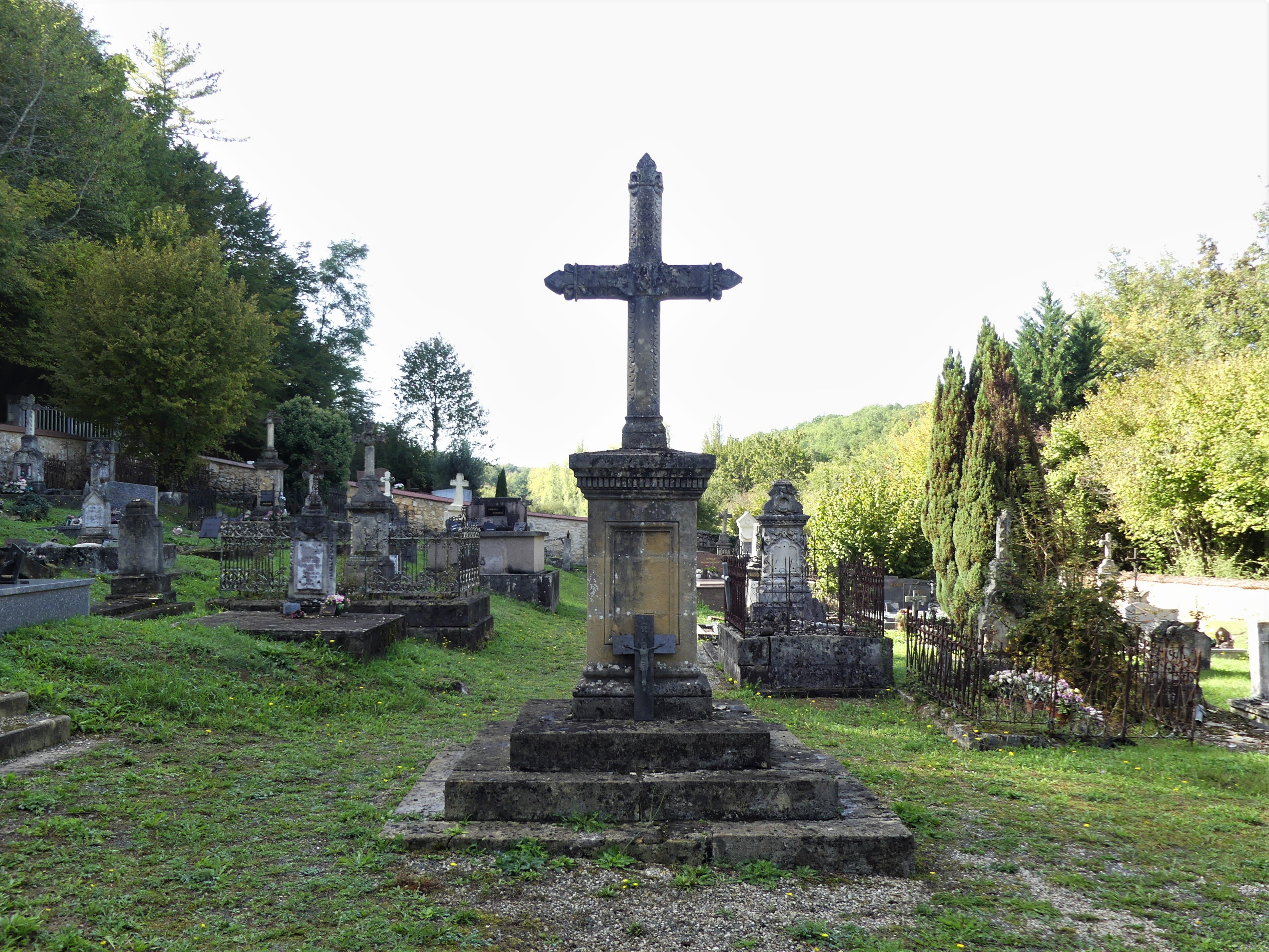
La croix principale du cimetière de Saint-Georges de Montclard, au hameau de Saint-Georges.

### Personnalités liées à la commune
- Samuel Pozzi (1846-1918), médecin, chirurgien et anthropologue français, propriétaire du château au bourg de Montclard, où séjourne également son amie l'actrice Sarah Bernhardt[32].
- Patrick Esclafer de La Rode (1944-2015), historien régionaliste et généalogiste français, principalement connu pour avoir contribué au renouveau du courant légitimiste en France, propriétaire du château de Montclard.

### Héraldique
| Blason de Saint-Georges-de-Montclard | Blason  | De gueules au rocher d'argent surmonté d'un soleil d'or. |
| Blason de Saint-Georges-de-Montclard | Détails | Le statut officiel du blason reste à déterminer.         |

## Pour approfondir